# Ilha dos Amores (Rio Minho)

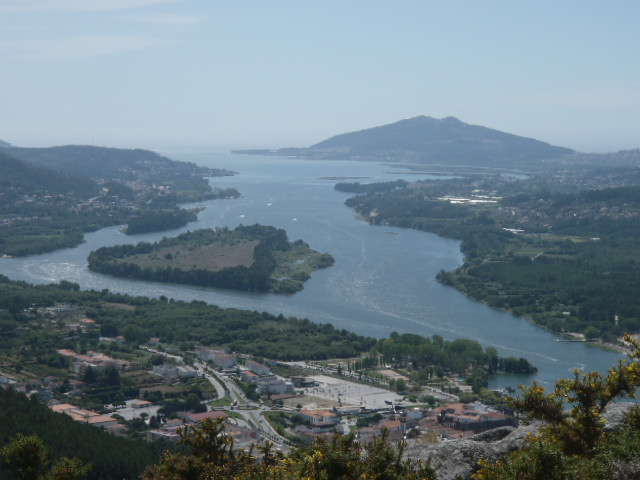
Património Natural – Ilha dos Amores no rio Minho

A ilha dos Amores, é uma ilha portuguesa que se situa no rio Minho no concelho de Vila Nova de
Cerveira.
É uma pequena ilha com cerca de 400 m de comprimento por 100 m de largura, resultante da acumulação dos sedimentos arrastados pelo rio,  e sua posterior cobertura por vegetação. A ilha está quase completamente revestida por tufos de árvores (amieiros, salgueiros e acácias).
Em mapas antigos, ora é denominada «ilha de Coteixos», ora «ilha do Castelo».